# Le Feu de paille
Pour plus de détails, voir Fiche technique et Distribution.
Le Feu de paille est un film français réalisé par Jean Benoît-Lévy et Marie Epstein, sorti en 1940.

## Synopsis
Antoine Vautier, acteur raté, souffre de voir son fils Christian, engagé pour un film, devenir une vedette ; devant l'effondrement de Christian, Antoine oublie sa jalousie.

## Fiche technique
- Titre : Le Feu de paille
- Réalisation : Jean Benoît-Lévy et Marie Epstein
- Scénario : Jean Benoît-Lévy, d'après le roman d'Henri Troyat
- Dialogue : Henri Troyat
- Décors : Robert-Jules Garnier
- Musique : Marcel Lattès
- Son : Jean Rieul
- Photographe de plateau : Léo Mirkine et Marcel Lucien
- Production : 	Société des Films Vega
- Pays de production :  France
- Genre : Film dramatique
- Durée : 89 minutes
- Date de sortie : 
  - France : 24 avril 1941

## Distribution
- Lucien Baroux : Antoine Vautier
- Orane Demazis : Jeanne Vautier
- Gaby Basset : Reine Roy
- Jean Fuller : Christian Vautier
- Jeanne Fusier-Gir : Madame Goulevin, la concierge
- Florence Luchaire : La petite Caroline
- Jeanne Helbling : Monica
- Henri Lanoë : Désiré, le fils de la concierge
- Raymond Aimos : Guérétrain
- Henri Nassiet : Despagnat
- Stéphane Audel
- Edmond Beauchamp
- Andrée Brabant
- Albert Broquin
- Robert Brunet
- Claire Gérard
- Jane Pierson
- Pierre Sarda
- Adrienne Trenkel
- Jacques Vitry